# Kloster Balerne
Das Kloster Balerne (oder Balerna) ist eine ehemalige Zisterzienserabtei im französischen Département Jura der Region Franche-Comté. Das Kloster liegt in der Gemeinde Mont-sur-Monnet rund sechs Kilometer südöstlich von Champagnole.

## Geschichte

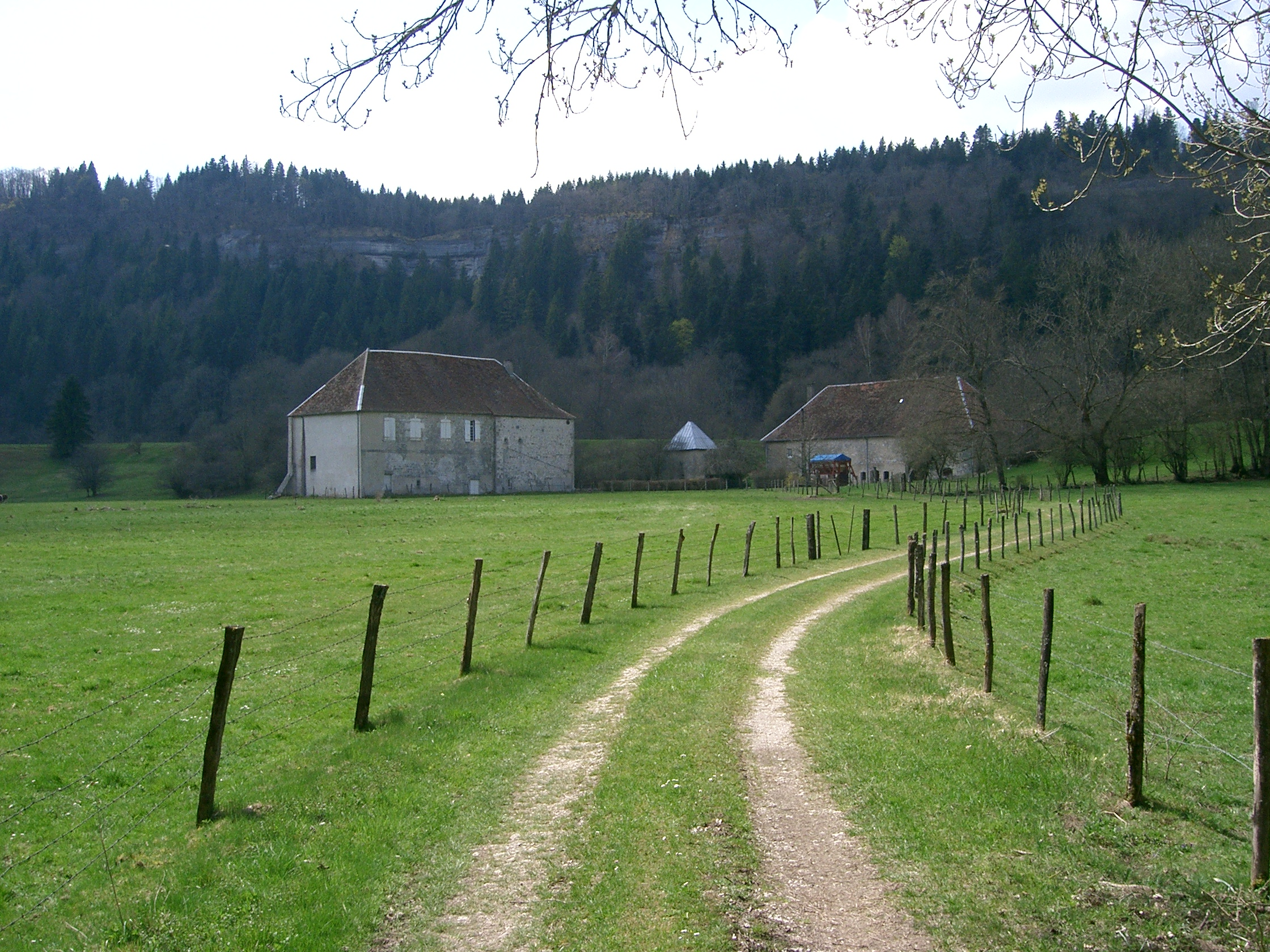

Das Kloster wurde um 1107 als Benediktinerniederlassung auf von den Herren von Monnet gestiftetem Gelände gegründet und schloss sich 1136 als Tochter der Primarabtei Clairvaux dem Zisterzienserorden an. Erster Abt war Burchard. Das Kloster erwarb schnell einen ausgedehnten Besitz mit den Grangien Rubea Aqua, Ardon, Le Rotour, Loulle, Saffloz, Songeson, Lons-le-Saunier (Salzgewinnung) und Montorge sowie Kellern in Salins, Cuiseaux und Glénon. Dem Kloster gelang eine Tochtergründung (Kloster Buillon). Am Anfang des 15. Jahrhunderts zählte das Kloster mehr als dreißig Mönche. 1486 wurde es mit der Visitation der Savoyer und Schweizer Klöster des Ordens betraut. 1755 wurden die Kirche und die Klostergebäude durch einen Brand zerstört, aber in kleinerem Umfang wieder aufgebaut. Während der Französischen Revolution wurde das Kloster 1791 aufgelöst. Die Klostergebäude, darunter die 1147 geweihte Kirche, wurden weitgehend abgebrochen.

## Bauten und Anlage
Erhalten sind zwei Gebäude aus dem 18. Jahrhundert.